# Harpactea galatica
Harpactea galatica là một loài nhện trong họ Dysderidae.
Loài này thuộc chi Harpactea. Harpactea galatica được miêu tả năm 1978 bởi Brignoli.